# Парни со стволами
«Парни со стволами» (англ. War Dogs) — американский военно-комедийный фильм режиссёра Тодда Филлипса, основанный на статье Гая Лоусона «Arms and the Dudes», опубликованной в журнале Rolling Stone. 
Премьера в России состоялась 18 августа 2016 года, в США — 19 августа 2016 года.

## Сюжет
Реальная история о двух двадцатипятилетних парнях из Майами, умудрившихся выбить в Пентагоне контракт на 300 миллионов долларов на поставку оружия.
В 2005 году Дэвид Пакуз (Майлз Теллер) работает массажистом и живет в Майами со своей подругой Из. Дэвид тратит свои сбережения на комплекты постельного белья высокого качества, чтобы перепродать их в дома престарелых, но затея не удается. Дэвид сталкивается со своим старым другом Эфраимом Дивероли (Джона Хилл), который создал собственную компанию AEY, продающую оружие правительству США для продолжающейся войны в Ираке. Из сообщает Дэвиду, что она беременна и тогда Эфраим предлагает ему работу в AEY; хотя Дэвид и Из категорически выступают против войны, Дэвид присоединяется к AEY и лжет Из.
Эфраим объясняет, что заказы на военную технику размещаются на общедоступном веб-сайте, и их работа заключается в том, чтобы фокусироваться на небольших заказах, которые игнорируют крупные подрядчики. Местный бизнесмен Ральф Слуцки предоставляет им финансирование, считая, что AEY продает оружие только для защиты Израиля. Дэвид и Эфраим заключают контракт на поставку нескольких тысяч пистолетов «Beretta» для иракской полиции в Багдаде, но из-за итальянского эмбарго поставка задержана в Иордании. Неспособность доставить груз как обещано будет означать, что AEY попадет в чёрный список для любых будущих контрактов. Тем временем Из подслушивает правду о бизнесе Дэвида.
Дэвид и Эфраим летят в Иорданию и подкупают местных, чтобы освободить груз. Им предоставляют водителя для перевозки груза в Ирак. Трио едет по ночам, подкупая пограничный патруль и избегая вооруженных повстанцев, и прибывает на военную базу, где капитан Сантос впечатлен тем, что они смогли проехать через крайне опасные районы Багдада. Двое друзей получают оплату.
AEY заключает крупные и более выгодные сделки, расширяя свою деятельность. У Дэвида рождается дочь Элла. У компании есть шанс на крупнейшую на тот момент «афганскую сделку»: правительство США выставляет крупный заказ на сумму 300 миллионов долларов, который заключается в продаже 100 миллионов патронов для АК-47, что принесет 100 миллионов долларов прибыли. Столкнувшись с глобальным дефицитом боеприпасов для АК-47, они встретились с легендарным торговцем оружием Анри Жираром, который имеет доступ к огромным неиспользуемым складам оружия в Албании. Этот арсенал, включая более 100 миллионов магазинов к АК-47, необходимо ликвидировать, в соответствии с договорами НАТО. Не имея возможности напрямую иметь дело с США, Жирар предлагает заключить сделку через AEY. Эфраим соглашается, несмотря на то, что Дэвид испытывает дискомфорт от работы с человеком из списка террористов.
Дэвид и Эфраим вместе едут в Албанию, чтобы проверить боеприпасы и для победы в тендере. Позже, на финальном аудите по контракту, Эфраим узнает, что они запросили меньше чем конкуренты. Расстроенная ложью Дэвида, Из вместе с дочерью уезжает жить к маме.
В Албании, готовя груз к отправке, Дэвид обнаруживает, что все магазины для патрон сделаны китайцами и являются незаконными из-за эмбарго США; чтобы скрыть это, Эфраим нанимает дополнительных рабочих и переупаковывает боеприпасы. Узнав об обмане Анри на поставках, Эфраим планирует исключить его из сделки, игнорируя протесты Дэвида и уничтожая единственную копию своего партнерского контракта с Дэвидом.
Анри принимает ответные меры, похищая Дэвида, избивая его и угрожая оружием; Он задается вопросом, был ли убит его пропавший албанский водитель Башким. Затем, Дэвид узнает, что Эфраим не заплатил албанцу Энверу, занимавшимся переупаковкой.
Вернувшись в Майами, Дэвид покидает AEY и требует часть денег, которые ему причитаются, но Эфраим отказывается платить. Дэвид возвращается к работе массажистом и убеждает Из вернуться к нему, обещая больше не работать в AEY. Несколько недель спустя, Эфраим и Ральф Слуцки предлагают Дэвиду выплачивать компенсацию в течение пяти лет, а Дэвид угрожает Эфраиму раскрыть подделку документов компании.
Вскоре после этого Дэвида и Эфраима арестует ФБР, с которым связался не получивший оплаты Энвер. ФБР ранее арестовало Ральфа, который носил прослушку на встрече с Дэвидом и Эфраимом. Эфраима приговорили к шести годам тюремного заключения за многочисленные преступления, связанные с заговором и мошенничеством по афганской сделке, в то время как Дэвид получает семимесячный домашний арест за сотрудничество.
Несколько месяцев спустя Анри приносит извинения Дэвиду за похищение его в Албании и благодарит за то, что он не упомянул его на судебном процессе. Дэвид спрашивает Анри о сделке, в том числе о судьбе Башкима, но Анри предлагает ему чемодан с деньгами в обмен на «больше никаких вопросов». Фильм заканчивается, решение Дэвида остается неясным.

## В ролях
| Актёр            | Роль               |
| ---------------- | ------------------ |
| Джона Хилл       | Эфраим Дивероли    |
| Майлз Теллер     | Дэвид Пакуз        |
| Ана де Армас     | Из                 |
| Джей-Би Бланк    | Башким             |
| Брэдли Купер     | Анри Жирар*        |
| Кевин Поллак     | Ральф Слуцки       |
| Барри Ливингстон | армейский бюрократ |
| Уоллес Лэнгэм    | поставщик Vegas X  |

### Кастинг
Первоначально на главные роли были выбраны Джесси Айзенберг и Шайа Лабаф. Однако, в итоге главные роли исполнили Джона Хилл и Майлз Теллер. В феврале 2015 года стало известно, что Ана де Армас присоединилась к актерскому составу, а в марте к актерскому составу присоединился Джейби Бланк.

### Съёмки
Съёмки первоначально должны были начаться в конце апреля 2015 года в Майами и сниматься в течение нескольких недель. Однако съёмки начались 2 марта 2015 года. 17 марта съёмки проходили в Румынии. 24 апреля 2015 года Джона Хилл был замечен на съёмочной площадке в Сенчури Сити, Лос-Анджелес. 29 апреля 2015 года Хилл и Теллер были замечены на съёмочной площадке в городе Бёрбанк в Калифорнии. 7 мая 2015 года съёмки проходили в Майами.

## Выпуск и прокат
Первоначально, Warner Bros. объявил дату выхода фильма 11 марта 2016 года. Но в ноябре 2015 дата выхода была перенесена на 19 августа 2016.

## Критика
Фильм получил в основном смешанные отзывы от критиков. На сайте Rotten Tomatoes фильм имеет рейтинг 61 % на основе 236 рецензий со средним баллом 6 из 10. На сайте Metacritic фильм имеет оценку 57 из 100 на основе 41 рецензии критиков, что соответствует статусу «смешанные или средние отзывы».
Джона Хилл был номинирован на премию «Золотой глобус» за лучшую мужскую роль в комедии или мюзикле.